# Paradoxe du coiffeur
Ne doit pas être confondu avec Paradoxe du barbier.
Le paradoxe du coiffeur (barbershop paradox) est un paralogisme présenté par Lewis Carroll dans une nouvelle intitulée A Logical Paradox, parue dans l'édition de juillet 1894 de la revue Mind. Ce paradoxe illustre la difficulté d'appréhender l'implication logique.
On en trouve une traduction en français dans le recueil Logique sans peine en 1966.

## Présentation du paradoxe
Oncle Joe et Oncle Jim vont chez le coiffeur. Trois coiffeurs vivent et travaillent dans la boutique : Allen, Brown et Carr ; mais ils ne sont pas toujours présents tous les trois dans la boutique. Carr est un bon barbier, et Oncle Jim tient à être coiffé par celui-ci. Il sait que le salon de coiffure est ouvert, et que donc un des trois au moins est présent. Il sait aussi qu'Allen est un homme très nerveux qui ne peut quitter la boutique sans être accompagné de Brown.
Oncle Joe lui explique qu'il n'a pas à s'inquiéter : Carr est nécessairement présent à la boutique, et ceci peut être prouvé par la logique. Oncle Jim en demande la démonstration et Oncle Joe la lui donne comme suit, grâce à un pseudo raisonnement par l'absurde.
Supposons que Carr soit sorti. Dans ce cas, si Allen est aussi sorti, Brown est forcément à l'intérieur de la boutique : il doit y avoir en effet quelqu'un pour que celle-ci soit ouverte. Cependant, nous savons que quand Allen sort, il prend Brown avec lui. Si donc Carr est dehors, les deux phrases suivantes « si Allen est sorti alors Brown est à l'intérieur » et « si Allen est sorti alors Brown est sorti » seraient toutes deux vraies en même temps.
Oncle Joe remarque que cela semble paradoxal : ces deux déductions semblent incompatibles. C'est donc, selon l'histoire, que notre hypothèse de départ est fausse et Carr doit donc logiquement être présent.

## Fausseté du raisonnement
Bien évidemment ce raisonnement est faux : il est, par exemple, tout à fait compatible avec les hypothèses que Allen et Brown soient tous deux dans la boutique et que Carr soit sorti.
Cela se démontre aisément en calcul propositionnel par de simples tables de vérité.